# Picturehouse
Picturehouse es una independiente compañía de entretenimiento y medios estadounidense especializado en producción y distribución de películas tanto en los Estados Unidos como en todo el mundo, fundada el 2005 por Bob Berney como una compañía conjunta entre Time Warner, New Line Cinema y HBO Films. Actualmente está dirigida por Berney como CEO y Jeanne R. Berney como COO, la compañía tiene su sede en Los Ángeles. Berney, quien ha estado a cargo de las compras, marketing y distribución, ha estado a cargo de la compañía desde sus inicios.
El 8 de mayo de 2008, la consolidación de Time Warner llevó a la compañía de medios Warner Bros. Entertainment para dejar las actividades independientes y centrarse en producciones de alto presupuesto. Esto resultó cerrar en esfuerzos de marketing y distribución tanto en New Line Cinema como en Picturehouse, al mismo tiempo, Warner Bros. liquidado otra distribuidora de cine independiente - Warner Independent Pictures. En 2013, la compañía se reactivó como distribuidora independiente de películas.